# 平島公園野球場
平島公園野球場（ひらしまこうえんやきゅうじょう）は、愛知県一宮市にある野球場。施設は一宮市が所有、管理している。通称 一宮市営球場。

## 概要・歴史
1950年開場。同年以来高校野球などアマチュア野球公式戦が行われている。内野スタンドはベンチ席がある。隣接していた一宮競輪場（現・ビバモール一宮）の敷地がライトスタンドまで入り込んでおり、ライトポールも接近しそうなくらいの状況であることから、外野席はレフト側の一角にほんの少しある程度となっている。
1998年に3色LED式電光表示のスコアボード（東芝ライテック製）を導入。
規模の関係上プロ野球は開催されないが、過去に中日ドラゴンズがオープン戦や２軍の公式戦で利用した実績がある。また、2017年2月25日に女子プロ野球リーグがウインターカップを開催し、同年4月と6月にはヴィクトリアシリーズ（公式戦・いずれも兵庫ディオーネのホーム球場扱い）が計4試合開催された。2018年は兵庫ディオーネが本拠地を一宮市に移転し「愛知ディオーネ」となり、翌年の夏季リーグまで当球場が利用されていた。
2023年7月中旬。上述のスコアボードが故障し、点数や選手名が表示できなくなっている。メーカーには既に交換用の部品がないことから、フルカラーLEDの2段表示に新調する予定。一宮市では議会で工事に関する補正予算が採択の後、2025年秋を目途に着工し、同時に老朽化したフェンスの交換も進め、翌2026年春頃の完成を目指すとしている。その関係で、毎年当球場でも開催される「全国高等学校野球選手権愛知大会」は、2024年度・2025年度の使用を見送っている。

## 施設概要
- グラウンド面積：13,474m2
- 両翼：91.4m、中堅：118m
- 内野：クレー舗装、外野：天然芝
- 照明設備：照明塔4基
- スコアボード：LED方式（現在攻撃中の選手を示す表示（赤色信号灯やネオン管、LEDなどを使用）が設けられていないため、守備番号の表示部を全面点灯にすることで識別している。そのため当該選手の攻撃中だけはピンク色の■の表示となり、守備番号が見えなくなっている。）
- 収容人員：3200人

## 交通
- i-バス一宮コース平島公園野球場より徒歩約3分